# Akinobu Hiranaka
Akinobu Hiranaka (jap. 平仲明信 Hiranaka Akinobu; ur. 14 listopada 1963 w Yaese) – japoński bokser, były mistrz świata WBA w kategorii lekkopółśredniej.

## Kariera amatorska
W 1982 r., Hiranaka był uczestnikiem Igrzysk Azjatyckich w kategorii lekkopółśredniej. W 1/8 pokonał go na punkty reprezentant Tajlandii Dhawee Umponmaha. Rok później Japończyk zdobył złoty medal na Mistrzostwach Azji, pokonując w finale reprezentanta Tajlandii Samruaya Mongsonga. Dzięki temu zwycięstwu, Hiranaka zakwalifikował się na Igrzyska Olimpijskie w Los Angeles.